# Baruch Kamin
Baruch Kamin (hebr.: ברוך קמין; ur. 15 kwietnia 1914 w Akermanie w Besarabii, zm. 10 lipca 1988) – izraelski polityk, w latach 1953–1955 poseł do Knesetu z listy Mapai.

## Życiorys
Urodził się 15 kwietnia 1914 w Akermanie, w stanowiącej część Imperium Rosyjskiego Besarabii (obecnie Białogród nad Dniestrem na Ukrainie). Studiował agronomię na uniwersytecie w Kiszyniowie. W 1939 wyemigrował do znajdującej się pod brytyjskim mandatem Palestyny i osiedlił się w kibucu Nir Am.
W wyborach parlamentarnych w 1951 nie dostał się do izraelskiego parlamentu, jednak w drugim Knesecie zasiadł 1 grudnia 1953, po rezygnacji Dawida Hakohena.
Nigdy więcej nie zasiadał w Knesecie. Zmarł 10 lipca 1988.